# Ukiernica
Ukiernica est une localité polonaise de la gmina rurale de Przelewice située dans le powiat de Pyrzyce en voïvodie de Poméranie-Occidentale. Elle se trouve à environ 14 km à l'est de Pyrzyce et 48 km au sud-est de la capitale régionale Szczecin. Sa population est de 71 habitants.

## Géographie

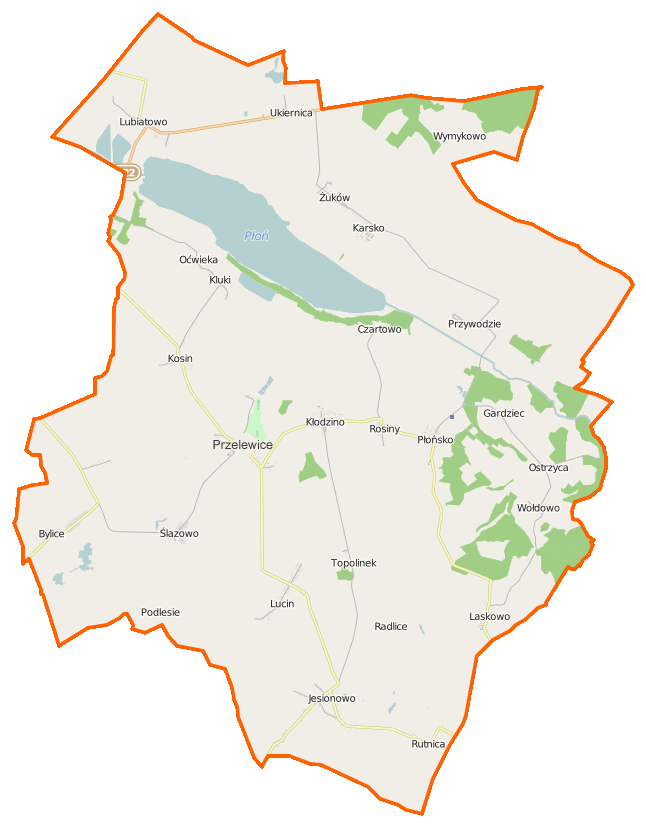
Carte de la gmina de Przelewice.